# Racek bouřní

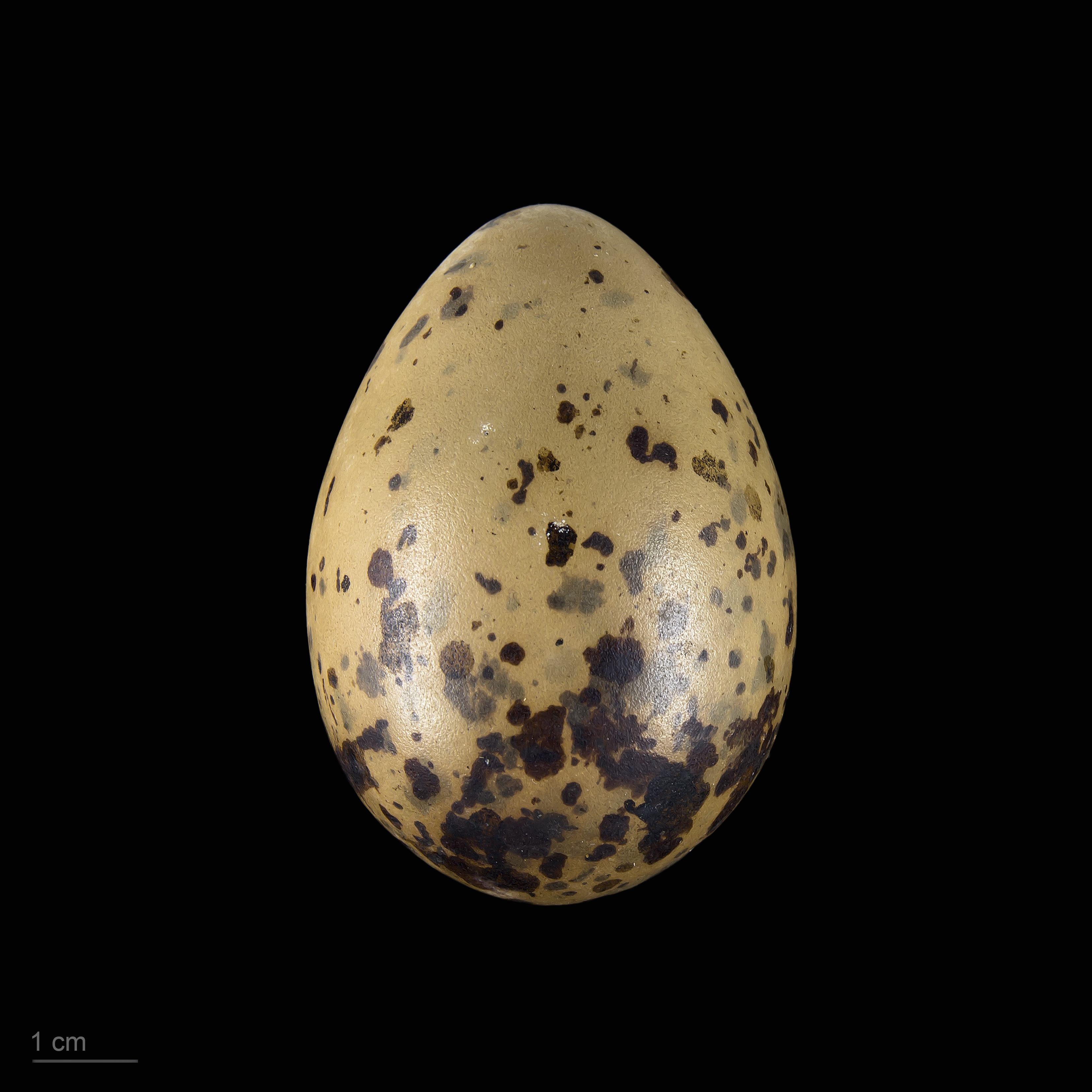
Larus canus canus

Racek bouřní (Larus canus) je středně velký racek rozšířený v Evropě, severní Asii a v Severní Americe. Nejhojněji se přitom vyskytuje v Evropě, kde žije více než jedna polovina z celé světové populace, která je v současné době odhadována na 1 000 000 párů.

## Taxonomie
Rozeznáváme celkem čtyři poddruhy. Některé z nich však bývají občas považovány za plnohodnotné druhy.
- L. c. canus Linné, 1758 – Evropa a západní Asie.
- L. c. heinei Homeyer, 1853 – střední a severní Asie.
- L. c. kamtschatschensis (Bonaparte, 1857) – severovýchodní Asie.
- L. c. brachyrhynchus Richardson, 1831 – Aljaška a západní Kanada.

## Popis
- Délka těla: 40–56 cm
- Rozpětí křídel: 110–120 cm
- Hmotnost: 300–600 g

Dorůstá velikosti vrány a je o něco menší než racek tříprstý, s kterým bývá občas zaměňován. Opeření na břišní straně těla, hrdle a hlavě má čistě bílé, končetiny žlutozelené, křídla svrchu šedá s černo-bílými špičkami a úzký a žlutý zobák.
V zimě má šedé proužkování na hlavě, na zobáku se většinou objeví červená skvrna a na ocase černý příčný pás. Obě pohlaví jsou zbarvena stejně. Mladí ptáci jsou na břiše, hlavě a hrdle hnědě skvrnití s černohnědými letkami na křídlech. Do šatu dospělých se vybarvují až ve třetím roce života.

## Hlas
Ozývá se hlubokým hlasem připomínající smích. Většinou u něj můžeme zaslechnou štěkavé „kijé“, „kijá“, nebo varovné „kijú kijú“.

## Výskyt
Racek bouřní se vyskytuje na mořských pobřežích, poblíž bažin, řek a větších jezer. Je částečně tažný, do České republiky občas zalétává jako zimní host a zdržuje se tu od listopadu do května.

## Chování
U mořských pobřeží žije zpravidla v rozsáhlých koloniích čítajících až 320 jedinců, ve vnitrozemí se většinou zdržuje osamoceně nebo v menších koloniích.

## Potrava
Stejně jako ostatní druhy racků je i racek bouřní všežravec, který se živí drobnými rybkami, měkkýši, plži, různým hmyzem a členovci, vodními řasami nebo různými částmi suchozemských rostlin, pokud se mu naskytne příležitost, pozře i mršinu.

## Hnízdění
V České republice hnízdí v rozmezí od dubna do května. Hnízdo si staví na zemi nebo na nízkých stromech. Klade jedno až tři vejce, na kterých sedí společně se svým partnerem 24–26 dnů. Mláďata jsou plně opeřena ve 30–35 dnech po vylíhnutí.